# 極楽 (名古屋市)
極楽（ごくらく）は、愛知県名古屋市名東区の地名。現行行政地名は極楽一丁目から極楽五丁目。住居表示未実施。

## 地理
名古屋市名東区南東部に位置する。東は猪高町大字高針・大針一丁目、西は勢子坊三丁目・高針台一丁目 - 高針台三丁目、南は松井町・大針一丁目に接する。

## 歴史
江戸期に愛知郡高針村であった地域の一部に該当する。

### 町名の由来
猪高町大字高針の小字名「極楽」による。字名は江戸期にすでに成立しており、寛政年間の高針村の絵図に「極楽池」と見える。
由来については、洪水により田畑が流されない安住の地として極楽と命名したという説や、小牧・長久手の戦いの際に敗残兵が命からがら当地に辿り着き極楽と称したことによるという説など複数の由来説が残されている。

### 行政区画の変遷
- 1979年（昭和54年）6月17日 - 名東区猪高町大字高針の一部により、同区極楽一丁目から極楽三丁目がそれぞれ成立する[1]。極楽土地区画整理組合の換地処分による[4]。
- 1981年（昭和56年）6月14日 - 猪高町大字高針の一部により、極楽五丁目が成立する[1]。松井土地区画整理組合の換地処分による[4]。
- 1986年（昭和61年）2月9日 - 猪高町大字高針の一部により、極楽四丁目が成立する。また、猪高町大字高針の一部が極楽一丁目および極楽五丁目にそれぞれ編入される[1]。高針北部土地区画整理組合の換地処分による[4]。

## 世帯数と人口
2022年（令和4年）1月1日現在の世帯数と人口は以下の通りである。
| 丁目       | 世帯数    | 人口    |
| ---------- | --------- | ------- |
| 極楽一丁目 | 113世帯   | 257人   |
| 極楽二丁目 | 382世帯   | 810人   |
| 極楽三丁目 | 535世帯   | 1,088人 |
| 極楽四丁目 | 271世帯   | 556人   |
| 極楽五丁目 | 321世帯   | 669人   |
| 計         | 1,622世帯 | 3,380人 |

### 人口の変遷
国勢調査による人口の推移
| 2000年（平成12年） | 3,690人 | [ WEB 6 ] |  |
| 2005年（平成17年） | 3,727人 | [ WEB 7 ] |  |
| 2010年（平成22年） | 3,574人 | [ WEB 8 ] |  |
| 2015年（平成27年） | 3,429人 | [ WEB 9 ] |  |

## 学区
市立小・中学校に通う場合、学校等は以下の通りとなる。また、公立高等学校に通う場合の学区は以下の通りとなる。
| 丁目       | 番・番地等 | 小学校               | 中学校                 | 高等学校 |
| ---------- | ---------- | -------------------- | ---------------------- | -------- |
| 極楽一丁目 | 全域       | 名古屋市立極楽小学校 | 名古屋市立高針台中学校 | 尾張学区 |
| 極楽二丁目 | 全域       | 名古屋市立極楽小学校 | 名古屋市立高針台中学校 | 尾張学区 |
| 極楽三丁目 | 全域       | 名古屋市立極楽小学校 | 名古屋市立高針台中学校 | 尾張学区 |
| 極楽四丁目 | 全域       | 名古屋市立極楽小学校 | 名古屋市立高針台中学校 | 尾張学区 |
| 極楽五丁目 | 全域       | 名古屋市立高針小学校 | 名古屋市立高針台中学校 | 尾張学区 |

## 交通
- 愛知県道219号浅田名古屋線[2]

## 施設
- 極楽郵便局[2]
- 極楽公園[2]
- 松井第二公園[2]
- 中京銀行 高針支店

2021年（令和3年）8月に同銀行上社支店内に移転。
- 瀬戸信用金庫 高針支店

## その他

### 日本郵便
- 郵便番号 : 465-0053[WEB 3]（集配局：名東郵便局[WEB 13]）。

### WEB
1. ↑  “愛知県名古屋市名東区の町丁・字一覧”.   人口統計ラボ. 2017年10月7日閲覧。
2. 1 2  “町・丁目(大字)別、年齢(10歳階級)別公簿人口(全市・区別)”.   名古屋市 (2022年1月22日). 2022年2月16日閲覧。
3. 1 2  “郵便番号”.  日本郵便. 2019年3月17日閲覧。
4. ↑  “市外局番の一覧”.   総務省. 2019年1月6日閲覧。
5. 1 2  名古屋市役所市民経済局地域振興部住民課町名表示係 (2015年10月21日). “名東区の町名一覧”.   名古屋市. 2017年10月7日閲覧。
6. ↑  名古屋市役所総務局企画部統計課統計係 (2005年7月1日). “（刊行物）名古屋の町(大字)・丁目別人口 (平成12年国勢調査) 名東区” (XLS). 2017年10月8日閲覧。
7. ↑  名古屋市役所総務局企画部統計課統計係 (2007年6月29日). “平成17年国勢調査　名古屋の町(大字)別・年齢別人口 名東区” (XLS). 2017年10月8日閲覧。
8. ↑  名古屋市役所総務局企画部統計課統計係 (2012年6月29日). “平成22年国勢調査　名古屋の町(大字)別・年齢別人口 名東区” (XLS). 2017年10月8日閲覧。
9. ↑  名古屋市役所総務局企画部統計課統計係 (2017年7月7日). “平成27年国勢調査　名古屋の町(大字)別・年齢別人口” (XLS). 2017年10月8日閲覧。
10. ↑  “市立小・中学校の通学区域一覧”.   名古屋市 (2018年11月10日). 2019年1月14日閲覧。
11. ↑  “平成29年度以降の愛知県公立高等学校（全日制課程）入学者選抜における通学区域並びに群及びグループ分け案について”.   愛知県教育委員会 (2015年2月16日). 2019年1月14日閲覧。
12. ↑  “８店舗の店舗内店舗方式による移転について”.   中京銀行. 2021年8月閲覧。
13. ↑  “郵便番号簿 2018年度版” (PDF).   日本郵便. 2019年4月23日閲覧。

### 文献
1. 1 2 3 4  名古屋市計画局 1992, p. 871.
2. 1 2 3 4 5 6  「角川日本地名大辞典」編纂委員会 1989, p. 1550.
3. 1 2  名古屋市計画局 1992, p. 661.
4. 1 2 3  名東区区制20周年記念事業実行委員会 1995, p. 84.